# Anisostena perspicua
Anisostena perspicua es una especie de coleóptero de la familia Chrysomelidae. Fue descrita científicamente por primera vez en 1883 por George Henry Horn.